# Sega All Stars
Pour la série de jeux vidéo, voir Sega All-Stars (série).
Le Sega All Stars était un label marketing utilisé par Sega en Amérique du Nord. Elle comprit un total de 17 titres, chacun vendu au prix réduit de 29,95$ au Canada et 19,95$ aux États-Unis. Parmi les titres, sept furent tout d'abord créés pour le lancement de la Dreamcast. Les titres Sega All Stars sont généralement côtés « E pour Enfants et adultes » chez l'ESRB, et ils ont d'habitude un thème de sport, mais il y a quelques exceptions.
Les jaquettes desdits jeux se voyaient marqués d'une bande verticale orange (couleur exclusive en Amérique du Nord, opposée au bleu des jaquettes européennes) contenant le label, écrit du haut vers le bas,. Les disques des jeux étaient également réimprimés avec un petit cercle affichant le label.
Au Japon, le label fut nommé Dreamcast Collection, ou DoriKore. Les six premiers jeux de la série comprenaient une jaquette unique. Par la suite, 50 autres jeux furent ajoutés à la série, mais ceux-ci n'ont qu'un autocollant DoriKore pour les distinguer des titres d'origine.
Le label cessa d'être utilisé à l'annonce, par SEGA, de l'arrêt de la Dreamcast et, plus particulièrement, de l'arrêt de production de nouvelles consoles successeurs et le recentrage sur la production uniquement de jeux en tant que studio tiers.

## Jeux

Jaquette d'un jeu Sega All Stars.

| Jeu                                      | Date de sortie   |
| ---------------------------------------- | ---------------- |
| Crazy Taxi                               | 31 octobre 2000  |
| The House of the Dead 2                  | 22 août 2000     |
| Hydro Thunder                            | 21 décembre 2000 |
| Marvel vs. Capcom: Clash of Super Heroes | ?                |
| NBA 2K                                   | 22 août 2000     |
| NBA 2K1                                  | 13 août 2001     |
| NFL 2K                                   | 15 août 2000     |
| NFL 2K1                                  | 13 août 2001     |
| NFL Blitz 2000                           | 21 décembre 2000 |
| NHL 2K                                   | 2000             |
| Power Stone                              | ?                |
| Ready 2 Rumble Boxing                    | 21 décembre 2000 |
| Sega Bass Fishing                        | 22 août 2000     |
| Sonic Adventure                          | 22 août 2000     |
| Tony Hawk's Pro Skater                   | 2000             |
| Virtua Tennis                            | ?                |
| World Series Baseball 2K1                | ?                |